# Studio Dragon
Studio Dragon Corporation (en hangul, 스튜디오드래곤 주식회사) es una productora de televisión de Corea del Sur fundada el 3 de mayo de 2016, con sede en Seúl. Es propiedad de CJ ENM.

## Logotipo de la empresa
El logotipo de Studio Dragon, que llama el "modelo dramático", se inspiró en Cintamani, una joya que cumple los deseos tanto de las tradiciones hindúes como budistas. Representa la cultura asiática, que la empresa quiere glorificar a través de cada producción que realiza. El logotipo, realizado por la empresa de diseño de marca coreana BRANDMAJOR, se introdujo por primera vez en el drama Squad 38 en 2016.

## Series de televisión

### Como productora

#### 2016
- Shuttle Love Millennium (相爱穿梭千年貳：月光下的交换)
- Another Miss Oh (또! 오해영)
- Dear My Friends (디어 마이 프렌즈)
- Squad 38 (38사기동대)
- The Good Wife (굿 와이프)
- On the Way to the Airport (공항가는 길)
- Woman with a Suitcase (캐리어를 끄는 여자)
- Entourage (안투라지)
- Legend of the Blue Sea (푸른 바다의 전설)

#### 2017
- Circle (써클: 이어진 두 세계)
- Mi vida dorada (황금빛 내 인생)
- Bravo My Life (브라보 마이 라이프)
- Drama Stage (드라마 스테이지)

#### 2018
- Children of a Lesser God (작은 신의 아이들)
- The Guest (손 the guest)
- The Smile Has Left Your Eyes (하늘에서 내리는 일억개의 별)
- Dear My Room (은주의 방)

#### 2019
- Love Alarm (좋아하면 울리는)
- Touch Your Heart (진심이 닿다)
- Arthdal Chronicles (아스달 연대기)
- Doctor John (의사요한)
- Watcher (왓쳐)
- The Lies Within (모두의 거짓말)
- Crash Landing on You (사랑의 불시착)

#### 2020
- I've Returned After One Marriage (한 번 다녀왔습니다)
- My Holo Love (나 홀로 그대)
- Sweet Home (스위트홈)
- The King: Eternal Monarch (더 킹: 영원의 군주)
- My Unfamiliar Family (아는 건 별로 없지만)
- HERE

### Como planificador, creador y desarrollador

#### 2016
- Hey Ghost, Let's Fight (싸우자 귀신아)
- Cinderella with Four Knights (신데렐라와 네 명의 기사)
- The K2 (더 케이투)
- Goblin (쓸쓸하고 찬란하神 – 도깨비)

#### 2017
- Voice (보이스)
- Introverted Boss (내성적인 보스)
- Tomorrow With You (내일 그대와)
- The Liar and His Lover (그녀는 거짓말을 너무 사랑해)
- Tunnel (터널)
- Chicago Typewriter (시카고 타자기)
- Duel (듀얼)
- Stranger (비밀의 숲)
- The Bride of Habaek (하백의 신부 2017)
- Criminal Minds (크리미널 마인드)
- Save Me (구해줘)
- Live Up to Your Name (명불허전)
- Argon (아르곤)
- Black (블랙)
- Bad Guys: City of Evil (나쁜 녀석들: 악의 도시)
- Avengers Social Club (부암동 복수자들)
- Hwayugi (화유기)
- Revolutionary Love (변혁의 사랑)
- Porque esta es mi primera vida (이번 생은 처음이라)
- The Most Beautiful Goodbye (세상에서 가장 아름다운 이별)

#### 2018
- Mother (마더)
- Cross (크로스)
- Live (라이브)
- My Mister (나의 아저씨)
- Lawless Lawyer (무법 변호사)
- About Time (멈추고 싶은 순간: 어바웃타임)
- Mistress (미스트리스)
- ¿Qué le ocurre a la secretaria Kim? (김비서가 왜 그럴까)
- Life on Mars (라이프 온 마스)
- Mr. Sunshine (미스터 션샤인)
- Familiar Wife (아는 와이프)
- Voice 2 (보이스 2)
- Room No. 9 (나인룸)
- 100 Days My Prince (백일의 낭군님)
- Player (플레이어)
- Tale of Fairy (계룡선녀전)
- Recuerdos de la Alhambra (알함브라 궁전의 추억)
- Encuentro (남자친구)
- Priest (프리스트)
- Quiz of God: Reboot (신의 퀴즈:리부트)

#### 2019
- Abyss (어비스)
- El amor es un capítulo aparte (로맨스는 별책부록)
- He Is Psychometric (사이코메트리 그녀석)
- The Crowned Clown (왕이 된 남자)
- Confession (자백)
- Designated Survivor: 60 Days (60일, 지정생존자)
- Her Private Life (그녀의 사생활)
- Hotel del Luna (호텔 델루나)
- The Great Show (위대한 쇼)
- Miss Lee (청일전자 미쓰리)
- Melting Me Softly (날 녹여주오)
- Search: WWW (검색어를 입력하세요: WWW)
- Catch the Ghost (유령을 잡아라)
- Psychopath Diary (싸이코패스 다이어리)
- Possessed (빙의)
- Kill It (킬잇)
- Voice 3 (보이스 3)
- Save Me 2 (구해줘 2)
- Class of Lies (미스터 기간제)
- Black Dog: Being A Teacher (블랙독 (드라마)
- The Running Mates: Human Rights (달리는 조사관)

#### 2020
- Money Game (머니게임)
- Hi Bye, Mama! (하이바이, 마마!)
- A Piece of Your Mind (반의 반)
- The Cursed (방법)
- The Moment (청춘기록)
- Flower of Evil (악의 꽃)
- Oh My Baby (오 마이 베이비)
- Stranger 2 (비밀의 숲 2)
- Memorist (메모리스트)
- When My Love Blooms (화양연화 – 삶이 꽃이 되는 순간)
- It's Okay to Not Be Okay (사이코지만 괜찮아)
- The Tale of Gumiho
- LUCA
- Start-Up (시동)
- Rugal (루갈)
- Tell Me What You Saw (본대로 말하라)
- Missing: The Other Side
- Amazing Rumor
- Sweet Home
- Mr. Queen

#### 2021
- Island
- Vincenzo
- Hometown Chachacha
- 2521
- alchemy of souls